# Dialogue des civilisations
L’Institut de recherche Dialogue des civilisations est un groupe de réflexion international basé à Berlin, avec des antennes à Vienne et à Moscou, et cofondé par Vladimir Iakounine, Walter Schwimmer et Peter Schulze. Le DG de l’institut est Jean-Christophe Bas. 

## Histoire

### Création
Né en 2016 de la refonte du Forum publique mondial « Dialogue des civilisations » qui existait depuis 2002 et était basé à Vienne, il organise des événements visant à promouvoir le dialogue et à réduire les tensions dans le monde. Il se positionne également comme un laboratoire d’idées et d’analyse afin de guider les décideurs,,.

### Principaux projets
Son principal événement annuel est le Forum de Rhodes, en Grèce qui depuis 2003 réunit des experts d'environ 70 pays, des chefs d’État et hommes politiques, des responsables économiques et des médias, pour débattre des grands problèmes internationaux et esquisser des solutions. Depuis 2016, le Forum de Rhodes est devenu la conférence annuelle clé de l’Institut de recherche du Dialogue des civilisations. Vladimir Iakoutine y invite des personnalités que le Kremlin considère comme des relais d'influence, comme Éric Zemmour,,,.
En 2017 et 2018, un des sujets de discussion centraux débattus au cours de ce forum est le développement du continent africain en présence d'hommes politiques anciens ou en place,,,.
Le 28 et 29 juin 2019, l’Institut de recherche Dialogues des civilisations lance l’initiative Tunis Process en partenariat avec la fondation de Lotfi Bel Hadj, la Fondation LBH, et Al Jazeera Centre for Studies. Tenue sous présidence Tunisienne, le projet vise à l'étude du thème « Islam et Europe: surmonter les différences, partager les chemins », à travers un processus de débats réunissant des experts internationaux et multidisciplinaires. D’autres conférences sont programmées à Rhodes, Doha et Berlin jusqu’en 2020.
Le think-tank est décrit comme « l'un des principaux outils d'influence du Kremlin auprès des décideurs européens ».